# 布里安娜·詹納
布里安娜·詹納（英語：Brianne Alexandra Jenner，1991年5月4日—）是加拿大職業冰球運動員，也是加拿大國家女子冰球隊成員。國家隊的初登場是2010年四國盃，並奪得金牌。她也是康乃爾大紅女子冰球隊的成員。
2022年2月20日，代表加拿大国家女子冰球队获得北京2022年冬季奥林匹克运动会女子冰球比赛金牌。

## 個人生活
詹納和她得搭檔Hayleigh Cudmore住在一起，Cudmore是她康乃爾大紅和卡加利地獄的前隊友。

## 外部連結
- 職業統計和球員消息來自 Eliteprospects.com，或 Eurohockey.com，或 The Internet Hockey Database
- 布里安娜·詹納在加拿大奧林匹克委員會
- 布里安娜·詹納在国际奥林匹克委员会的资料
- 布里安娜·詹纳在Sports Reference
- 布里安娜·詹納的X（前Twitter）